# Nausica Zaballos
Nausica Zaballos, docteur en civilisation américaine,, est l’auteure de plusieurs livres sur les Etats-Unis après avoir soutenu une thèse sur les Navajos sous la direction de Pierre Lagayette.

## Biographie
Née le 10 décembre 1978 à Aubervilliers, elle se fait remarquer par la presse une première fois avec la parution, en octobre 2011, d’un beau livre, Crimes et Procès Sensationnels à LA : au-delà du Dahlia Noir, qui retrace, via la reproduction de nombreuses photographies pleine page d’archives criminelles et de clichés de presse, le traitement médiatique de 8 affaires criminelles à Los Angeles de 1922 à 1962.
Michel Amelin, auteur de plus de 111 livres et récipiendaire du  Prix du Festival de Cognac en 1979, écrit : « Ce livre, paru chez Edite, bénéficie d'une maquette et d'une qualité de reproduction des photographies d'époque exceptionnelles. Les photos, souvent pleine page, possèdent des noirs profonds qui nous replongent dans cette époque des journaux surpuissants qui avaient un accès direct aux scènes de crime (on pense au travail de Weegee) (…) Impossible de résumer ici les huit histoires tant leurs développements sont importants, tant au niveau policier que sociétal. Un coup de projecteur vigoureux, bien écrit, sur des faits divers inconnus du public français avec, en fil conducteur, une réflexion sur le pouvoir de la presse. »
À la suite de la parution de ce premier ouvrage grand public, Jacques Pradel l’invite le 6 décembre 2011, en direct, à participer à l’émission L’Heure du Crime retransmise par RTL. Elle y évoque plusieurs meurtrières tombées dans l’oubli : Clara Phillips, surnommée la tigresse au marteau  par la presse de l’époque, ou la baby-sitter étrangleuse,.
Avec ce premier livre, puis avec Mythes et Gastronomie de l’ouest américain (paru en 2014 aux éditions Le Square), Nausica Zaballos s’attache à démystifier l’ouest américain et la Californie. Son ambition est double : transmettre sa passion pour cette région et recontextualiser historiquement de nombreuses figures et lieux popularisés par Hollywood. Pour Mythes et Gastronomie de l’ouest américain, elle est l’invitée de l’émission On va déguster, diffusée sur France Inter, le dimanche 23 novembre 2014.
D’après les journalistes, « L’idée de démystifier la cuisine américaine, souvent assimilée à de la malbouffe, en mettant en lumière ses multiples héritages (amérindien, pionnier, créole, hispanique …) lui vient à l’été 2011, attablée à un diner de la route 66 à Flagstaff en Arizona. Carnet de route historique et gastronomique, Mythes et Gastronomie de l’Ouest américain est une invitation au voyage et à la rencontre des habitants d’une région multiculturelle. » A la suite de ce passage dans une radio nationale, d’autres médias, comme Les Soirées de Paris, revue culturelle, saluent l’originalité de ce carnet de route gastronomique. Plusieurs articles louent l'incroyable richesse historique des recettes proposées : "Parmi les recettes, on trouve des plats inscrits à la carte des premiers casinos, pour inciter les joueurs à rester plus longtemps, d’autres servis dans les premiers trains à traverser le pays, ceux servis aux ouvriers employés dans les grands chantiers du New Deal, ceux créés par les néo hippies du désert… L’histoire américaine dans son assiette !" Elle continue son exploration du lien entre gastronomie et culture populaire en collaborant à la revue Le Ventre et l'Oreille, qui publie ses textes courts et recettes,. 
A partir de 2016, elle collabore avec l’artiste plasticienne Juliette Iturralde et signe un premier recueil de contes en littérature jeunesse, dans la collection Kervinhy, aux éditions Goater.Hommage à son propre grand-père et aux elders qu’elle a rencontrés dans la réserve navajo, Contes navajos du grand-père Benally est conçu comme un voyage en plusieurs étapes, permettant au jeune lecteur de découvrir les formations géologiques les plus emblématiques de la réserve navajo tout en se familiarisant avec les histoires orales et héros du peuple navajo,.La dimension écologique, propre aux enjeux d'autodétermination des Premières Nations, y est également présente. Son arrivée au sein des éditions Goater, fondées par Jean-Marie Goater, éditeur militant, marque un tournant dans son style d'écriture qui devient plus politique, avec des textes à la fois féministes et écologiques.

## Publications
- Le système de santé navajo, Savoirs rituels et scientifiques de 1950 à nos jours, L'Harmattan, 2009.
- Crimes et Procès Sensationnels à Los Angeles : au-delà du Dahlia Noir, E-Dite, 23 novembre 2011.
- Mythes et gastronomie de l'Ouest américain : sur la route !, Le Square, 10 novembre 2014.
- Contes navajo du grand-père Benally, Goater, 26 novembre 2017.
- Histoires Amérindiennes de rivières, de lacs et de mers, Goater, à paraître, 2025.

## Chapitres d'ouvrages
- (en) “Encompassing the Southwest Spirit in Jacob Trapp’s poetry” dans Clara Sarmento (dir.), From Here to Diversity: Globalization and Intercultural Dialogues, Cambridge Scholars Publishing, octobre 2010.
- (en) “The remembrance of Navajo codetalkers on screen” dans Melvyn Stokes et Zeenat Saleh (dir.), Memory in/of English-speaking Cinema : Le Cinéma comme vecteur de la mémoire dans le cinéma Anglophone, Paris, Editions Michel Houdiard, 2014.
- (fr) "Donnie Darko de Richard Kelly ou la dénonciation d'une société aliénante" dans Jocelyn Dupont (dir.), Les écrans de la déraison, Editions Charles Corlet, Cinemaction N° 159, 4 Juillet 2016.
- (fr) "La figure du visionnaire nord-amérindien à l’écran" dans Serge Goriely, Arnaud Join-Lambert, Jean-Luc Maroy (dir.), Visions et apparitions au cinéma, L’instant de la révélation, Louvain-la-Neuve, EME, 2023.